# Тулоу

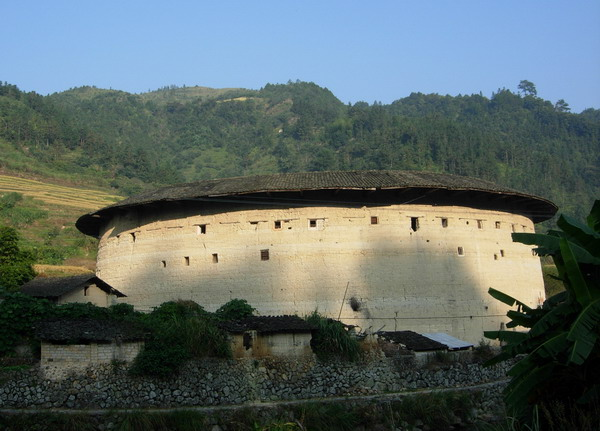
Средневековое тулоу

Тулоу (кит. трад. 福建土樓, упр. 福建土楼, пиньинь Fújiàn Tǔlóu, буквально «земляное [высокое] здание») — в китайской архитектуре жилой комплекс крепостного типа, распространённый в провинциях Фуцзянь и Гуандун. Бывают квадратной или круглой формы. Первые тулоу были построены представителями народности хакка, которые во время междоусобных войн мигрировали с севера в южные районы Китая ещё при династии Тан. Столкнувшись с враждебным отношением к себе со стороны местного населения, мигранты вынуждены были строить замкнутые жилые сооружения крепостного типа.

## Формы
Тулоу круглой формы имеют диаметр 50 — 90 метров, толщина наружных стен от полутора до двух с половиной метров, имеют узкие бойницы на верхних ярусах и минимальное количество мощных входных ворот. Внутри крепости располагались жилые помещения, колодец, имелись большие запасы продовольствия.

## Материал

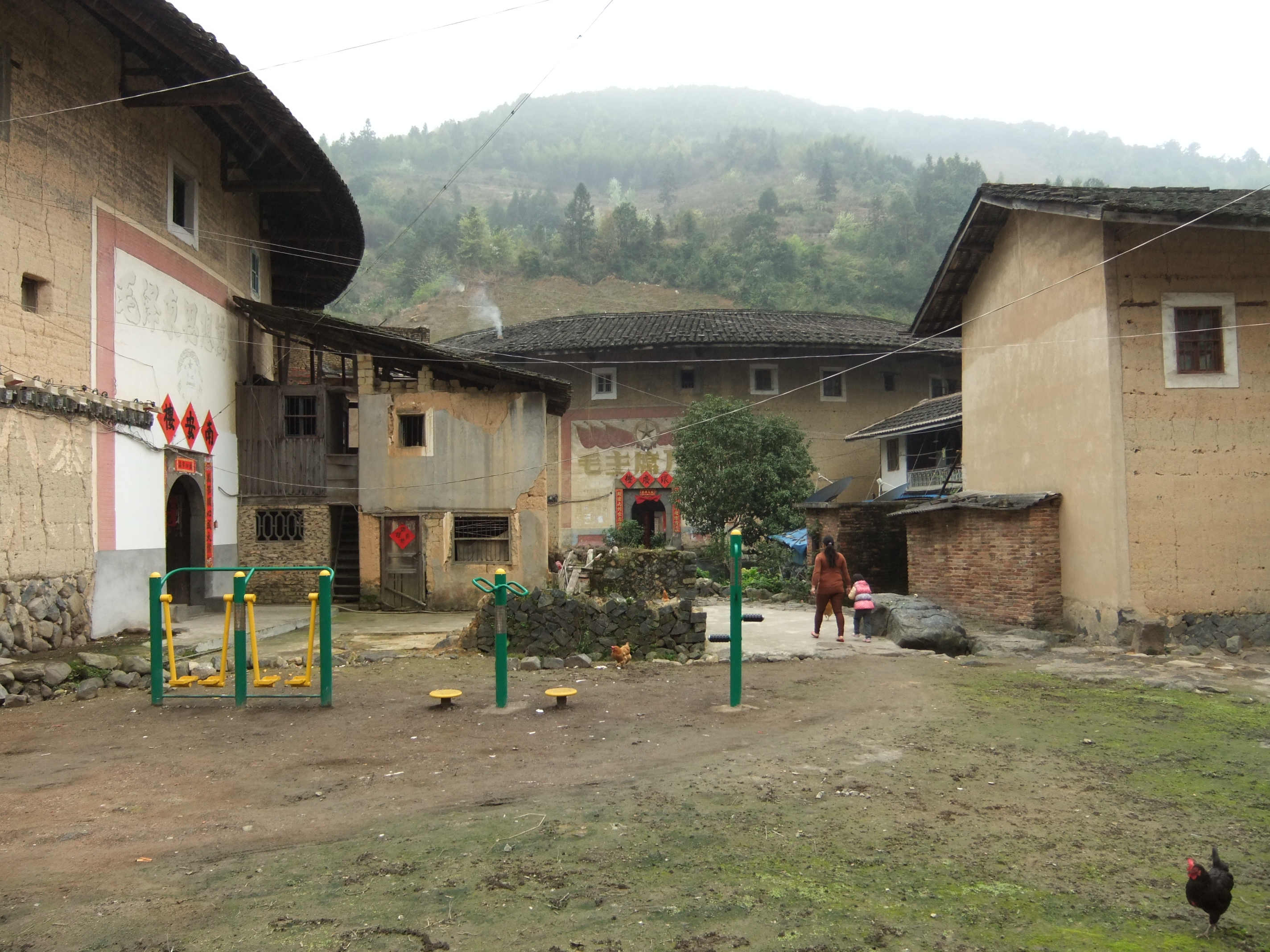
Лозунги времен Культурной революции всё ещё видны над воротами тулоу в деревне Шицзя (уезд Юндин)

Буквально «тулоу» можно перевести как «земляной замок» (ту = земля, лоу = здание в несколько этажей); однако в строительстве часто использовался и кирпич, и камень (валуны в горных уездах, гранитные блоки в приморских районах). Как правило, из камня клался фундамент (что затрудняло врагам подкоп во время осады) и строилась нижняя часть стены, до достаточно высокого уровня, чтобы даже в самые высокие наводнения вода не размывала земляную часть стены. Основным материалом, однако, в большинстве случаев всё же была композитная смесь из глины, песка и извести, укладываемая и высушиваемая прямо на солнце.

## Значение

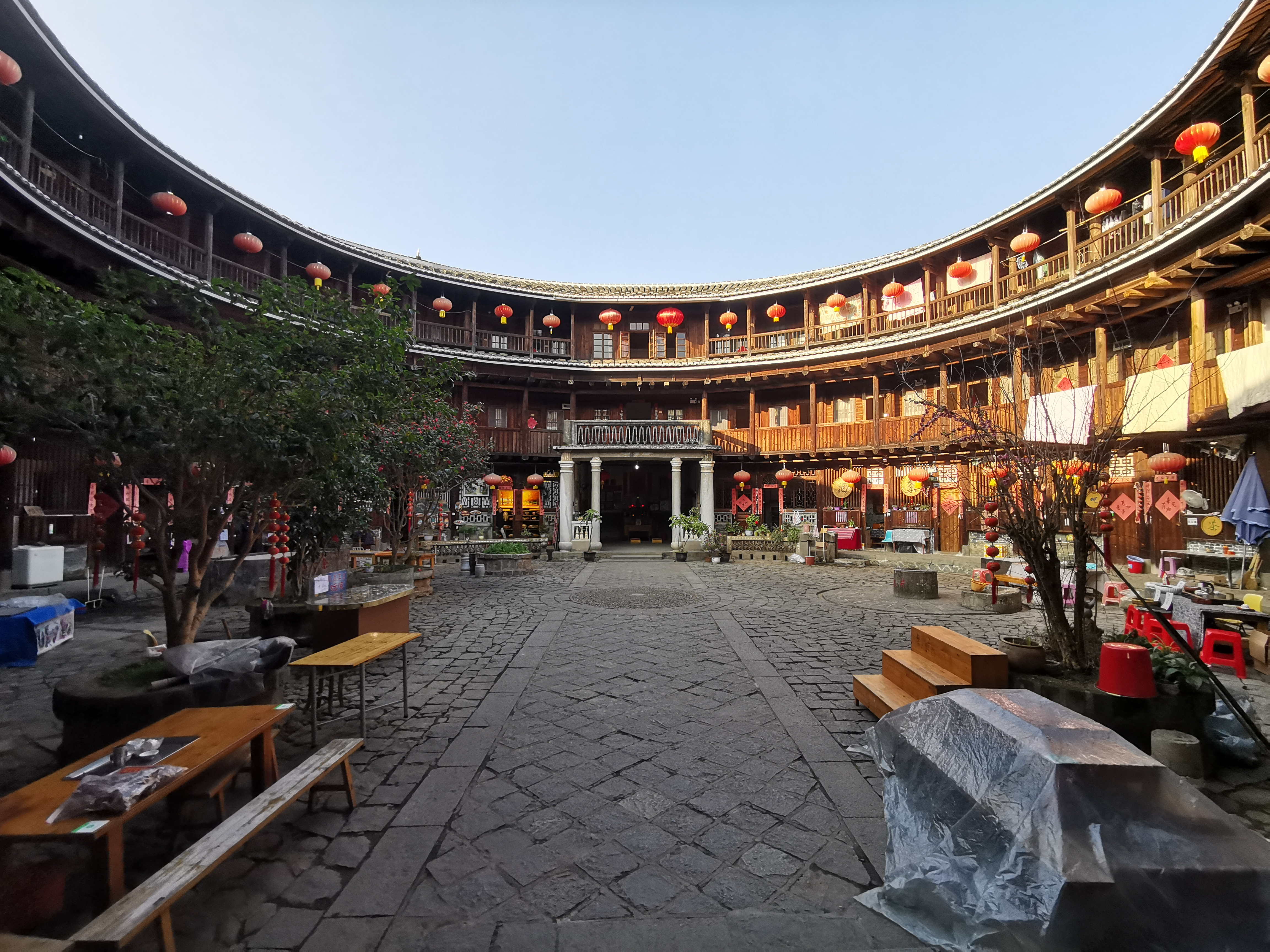
Внутри тулоу (посёлок Хукэн, Фуцзянь)

В тулоу могут жить по 500—600 человек, представляющих три или четыре ветви одного клана. Например, в Чэнцилоу, четырёхэтажном круглом тулоу в волости Гаотоу уезда Юндин, в своё время проживали более 600 человек из клана Цзян. Сейчас там осталось лишь немного более 60 жителей (свыше 20 семей), но, как они гордо отмечают, если бы кому захотелось прожить по одному дню в каждой комнате этого сооружения, ему понадобился бы почти год.
Как правило, все жители одного тулоу (кроме жён, пришедших в клан извне) имели одну фамилию.
В настоящее время тулоу Фуцзяня утратили оборонительное значение, превратившись в уникальные памятники китайской архитектуры. В 2008 году они были внесены в Список всемирного наследия ЮНЕСКО.